# Sámsoni úti Bellegelő
Sámsoni úti Bellegelő este o arie protejată (arie specială de conservare — SAC, sit de importanță comunitară — SCI) din Ungaria întinsă pe o suprafață de 241,07 ha, integral pe uscat.

## Localizare
Centrul sitului Sámsoni úti Bellegelő este situat la coordonatele 47°33′43″N 21°41′20″E / 47.5619°N 21.6889°E.

## Înființare
Situl Sámsoni úti Bellegelő a fost declarat sit de importanță comunitară în mai 2004 pentru a proteja 1 specie de plante și 3 specii de animale. Situl a fost protejat și ca arie specială de conservare în februarie 2010.

## Biodiversitate
Situată în ecoregiunea panonică, aria protejată conține 1 habitat natural: Stepe panonice nisipoase.
La baza desemnării sitului se află mai multe specii protejate:
- plante (1): Pulsatilla pratensis subsp. hungarica
- amfibieni (1): buhai de baltă cu burta roșie (Bombina bombina)
- mamifere (1): popândău (Spermophilus citellus)
- reptile (1): țestoasa de baltă (Emys orbicularis)

Pe lângă speciile protejate, pe teritoriul sitului au mai fost identificate 2 specii de plante, 2 specii de păsări, 1 specie de reptile.